# Ana Archangelsky
Ana Archangelsky Ballester (Buenos Aires, 5 de febrero de 1959) es una geóloga, paleontóloga, palinóloga, y paleobotánica argentina.

## Biografía
Obtuvo su doctorado en Ciencias geológicas, en la Facultad de Ciencias Exactas y Naturales, de la UBA. En la actualidad desarrolla actividades académicas en el Laboratorio Paleobotánico del Museo Argentino de Ciencias Naturales "Bernardino Rivadavia, de Buenos Aires.

## Algunas publicaciones
- sergio Archangelsky; ana Archangelsky, g. Cladera. 2012. Palinología y paleoambientes en el perfil de Bajo Comisión (Cretácico), provincia de Santa Cruz, Argentina. Rev. Museo Argentino de Ciencias Naturales Nueva Serie: 23 - 39[5]

- ana Archangelsky, s. Archangelsky, d.g. Poiré, n.d. Canessa. 2008. Registros palinológicos de la Formación Piedra Clavada (Albiano) en su área tipo, provincia de Santa Cruz, Argentina. Rev. Museo Ciencias Naturales 10: 185-198

- -----------------------, m.d.c. Zamaloa. 2003. Primeros resultados palinológicos del Paleógeno del sector oriental de la Sierra La Colonia, provincia del Chubut, Argentina. Rev. Museo Argentino de Ciencias Naturales 5: 119-123

- -----------------------, carlie j. Phipps, thomas n. Taylor, l. Edith. 1999. Paleoazolla, a new heterosporous fern from the Upper Cretaceous of Argentina (enlace roto disponible en Internet Archive; véase el historial, la primera versión y la última).; Am. J. Bot. 86: 1200-1206

- La abreviatura «A.Archang.» se emplea para indicar a Ana Archangelsky como autoridad en la descripción y clasificación científica de los vegetales.[6]